# فهرست قنات‌های شهرستان اقلید
جدول زیر بر اساس آمار وزارت جهاد کشاورزی تهیه شده‌است. فهرست زیر قنات‌های شهرستان اقلید در استان فارس را نشان می‌دهد.
| نام قنات                   | موقعیت                  | نزدیک‌ترین روستا  | طول قنات (متر) | تعداد میله چاه | عمق مادر چاه | دبی (لیتر بر ثانیه) | سطح زیر کشت (هکتار) |
| -------------------------- | ----------------------- | ---------------- | -------------- | -------------- | ------------ | ------------------- | ------------------- |
| خسرو آباد                  | بخش مرکزی شهرستان اقلید | خسرو شیرین       | ۱۰۰۰           | ۴۰             | ۱۰           | ۳۰                  | ۸۲                  |
| طغر                        | بخش مرکزی شهرستان اقلید | اقلید            | ۱۲۰۰           | ۳۰             | ۲۲           | ۳۰                  | ۴۰۰                 |
| علی‌آباد                    | بخش مرکزی شهرستان اقلید | علی‌آباد          | ۳۰۰            | ۱۴             | ۱۲           | ۵۰                  | ۱۵۰                 |
| قنات آب سیاه               | بخش مرکزی شهرستان اقلید | خسرو شیرین       | ۱۰۰            | ۴              | ۱۰           | ۴۰                  | ۱۰۰۰                |
| قنات احمدآباد              | بخش مرکزی شهرستان اقلید | احمدآباد         | ۴۰۰۰           | ۷۰             | ۲۲           | ۲۵                  | ۶۱۰                 |
| قنات اخترآباد              | بخش مرکزی شهرستان اقلید | اقلید            | ۱۰۰۰           | ۷۰             | ۲۰           | ۸۰                  | ۱۰۰۰                |
| قنات اردلی                 | بخش مرکزی شهرستان اقلید | اردلی            | ۱۵۰۰           | ۲۴             | ۱۵           | ۷۰                  | ۶۰۰                 |
| قنات استادرضا              | بخش مرکزی شهرستان اقلید | خنجشت            | ۱۰۰۰           | ۱۲۰            | ۲۰           | ۰                   | ۱۵۰۰                |
| قنات اله‌آباد               | بخش مرکزی شهرستان اقلید | اله‌آباد          | ۱۰۰۰           | ۱۹             | ۱۵           | ۱۵                  | ۱۰۰                 |
| قنات امامزاده اسماعیل      | بخش مرکزی شهرستان اقلید | امامزاده اسماعیل | ۱۵۰۰           | ۲۳             | ۲۷           | ۱۷                  | ۳۰                  |
| قنات بزبند                 | بخش مرکزی شهرستان اقلید | اقلید            | ۱۰۰۰           | ۱۰۰            | ۳۰           | ۲۰                  | ۸۴                  |
| قنات بزرگ                  | بخش مرکزی شهرستان اقلید | خنجشت            | ۵۰۰            | ۶۰             | ۴۰           | ۱۸۰                 | ۱۵۰۰                |
| قنات بزرگ                  | بخش مرکزی شهرستان اقلید | امیرآباد خسرو    | ۱۲۰۰           | ۱۲۰            | ۴۰           | ۴۵                  | ۴۸۰                 |
| قنات بزرگ                  | بخش مرکزی شهرستان اقلید | حیاتی            | ۲۰۰            | ۱۳             | ۱۰           | ۰                   | ۲۰۰                 |
| قنات بوگندان               | بخش سده شهرستان اقلید   | شرفی             | ۸۰             | ۵              | ۸            | ۱۰                  | ۳۰                  |
| قنات بیداشک                | بخش مرکزی شهرستان اقلید | اقلید            | ۱۰۰۰           | ۱۵             | ۱۰           | ۳۰                  | ۶۰                  |
| قنات تخت چمن               | بخش مرکزی شهرستان اقلید | خسرو شیرین       | ۸۰             | ۲              | ۳            | ۱۵                  | ۵                   |
| قنات تخت چمن               | بخش مرکزی شهرستان اقلید | خسرو شیرین       | ۵۰             | ۱              | ۳            | ۱۵                  | ۶                   |
| قنات تله سنگی              | بخش سده شهرستان اقلید   | سده              | ۱۵۰            | ۵              | ۱۰           | ۱۵                  | ۵۰                  |
| قنات جرناب                 | بخش مرکزی شهرستان اقلید | خسرو شیرین       | ۵۰۰            | ۳              | ۴            | ۱۰                  | ۳۵                  |
| قنات جعفرآباد              | بخش مرکزی شهرستان اقلید | جعفرآباد         | ۴۵۰            | ۲۰             | ۸            | ۱۰                  | ۶۷                  |
| قنات جعفرآباد              | بخش مرکزی شهرستان اقلید | جعفرآباد         | ۱۲۰۰           | ۲۰             | ۱۱           | ۷۰                  | ۲۴۰                 |
| قنات حاجی خان              | بخش مرکزی شهرستان اقلید | حسین‌آباد         | ۴۵۰            | ۹              | ۱۳           | ۹                   | ۱۵                  |
| قنات حسن‌آباد               | بخش مرکزی شهرستان اقلید | حسن‌آباد          | ۲۵۰۰           | ۴۳             | ۱۹           | ۸۰                  | ۱۵۰۰                |
| قنات حسین‌آباد              | بخش مرکزی شهرستان اقلید | اقلید            | ۵۰۰            | ۳۵             | ۳۰           | ۱۵                  | ۲۰                  |
| قنات حسین‌آباد              | بخش مرکزی شهرستان اقلید | حسین‌آباد         | ۱۵۰۰           | ۱۰۰            | ۶۰           | ۰                   | ۱۰۰۰                |
| قنات حسین‌آباد              | بخش مرکزی شهرستان اقلید | احمدآباد         | ۲۰۰            | ۴              | ۹            | ۸                   | ۳۰                  |
| قنات خیرآباد               | بخش مرکزی شهرستان اقلید | حسن‌آباد          | ۱۵۰۰           | ۲۳             | ۱۸           | ۶۰                  | ۱۵۰                 |
| قنات درنگو                 | بخش سده شهرستان اقلید   | چرکس             | ۲۵۰            | ۱۳             | ۱۰           | ۱۵                  | ۶۰                  |
| قنات دره قنات              | بخش سده شهرستان اقلید   | سده              | ۴۳۰            | ۴۵             | ۱۵           | ۴۰                  | ۲۰۰                 |
| قنات دره کینگ              | بخش مرکزی شهرستان اقلید | خسرو شیرین       | ۷۰۰            | ۱۰             | ۱۰           | ۶۰                  | ۴۸                  |
| قنات دین محمدی             | بخش مرکزی شهرستان اقلید | دروانه           | ۳۰۰            | ۵              | ۱۱           | ۱۲                  | ۲۰                  |
| قنات رئیسی                 | بخش مرکزی شهرستان اقلید | لاله گون         | ۱۵۰۰           | ۲۴             | ۲۰           | ۲۶                  | ۱۰۰                 |
| قنات رضاآباد و آب بیابانی  | بخش مرکزی شهرستان اقلید | رضاآباد          | ۱۵۰۰           | ۲۴             | ۲۰           | ۲۹                  | ۱۰۴                 |
| قنات رودیان                | بخش سده شهرستان اقلید   | بابائی           | ۸۰۰            | ۴۰             | ۸            | ۳۰                  | ۹۰                  |
| قنات سرکت                  | بخش سده شهرستان اقلید   | اسپاس            | ۲۰۰            | ۴              | ۲۰           | ۲۰                  | ۹۰                  |
| قنات سرکت                  | بخش سده شهرستان اقلید   | اسپاس            | ۳۰۰            | ۸              | ۱۲           | ۱۰                  | ۶۰                  |
| قنات سفید                  | بخش مرکزی شهرستان اقلید | فتح‌آباد          | ۴۰۰            | ۴              | ۲۰           | ۴۰                  | ۲۲۰                 |
| قنات سلطان‌آباد             | بخش مرکزی شهرستان اقلید | دروانه           | ۴۰۰            | ۷              | ۱۵           | ۲۵                  | ۲۰۰                 |
| قنات سنقر                  | بخش مرکزی شهرستان اقلید | اقلید            | ۵۰۰            | ۲۰             | ۵۰           | ۳۰                  | ۱۰۰                 |
| قنات سیربانو               | بخش مرکزی شهرستان اقلید | دروانه           | ۱۵۰۰           | ۲۵             | ۱۶           | ۰                   | ۵۰                  |
| قنات شادی                  | بخش سده شهرستان اقلید   | سده              | ۲۳۰            | ۱۲             | ۱۲           | ۱۰                  | ۸۰                  |
| قنات شاه سلیمان            | بخش سده شهرستان اقلید   | پکان             | ۸۰۰            | ۲۵             | ۲۰           | ۴۰                  | ۴۰۰                 |
| قنات شاهد                  | بخش مرکزی شهرستان اقلید | اقلید            | ۱۵۰            | ۶              | ۶۰           | ۵۰                  | ۶۶                  |
| قنات شمس‌آباد               | بخش مرکزی شهرستان اقلید | حسن‌آباد          | ۱۵۰۰           | ۲۲             | ۱۸           | ۳۰                  | ۲۰۰                 |
| قنات صفادالحود علیا و سفلا | بخش مرکزی شهرستان اقلید | اقلید            | ۳۰۰۰           | ۸۰             | ۲۰           | ۱۲۰                 | ۲۵۵                 |
| قنات عباسی                 | بخش سده شهرستان اقلید   | پهلوانی          | ۷۰۰            | ۶۰             | ۷            | ۴۰                  | ۱۵۰                 |
| قنات غور                   | بخش مرکزی شهرستان اقلید | حیاتی            | ۲۰۰            | ۱۰             | ۱۰           | ۲۵                  | ۲۰۰                 |
| قنات قدم‌آباد               | بخش سده شهرستان اقلید   | قدم‌آباد          | ۶۰۰            | ۳۵             | ۱۷           | ۲۰                  | ۹۰                  |
| قنات قدم‌آباد               | بخش سده شهرستان اقلید   | قدم‌آباد          | ۶۰۰            | ۸              | ۱۶           | ۴۰                  | ۹۰                  |
| قنات قلبال                 | بخش مرکزی شهرستان اقلید | خسرو شیرین       | ۷۰۰            | ۱۵             | ۶            | ۴۰                  | ۲۰                  |
| قنات قلعه                  | بخش مرکزی شهرستان اقلید | لاله گون         | ۲۵۰۰           | ۴۳             | ۲۲           | ۸                   | ۱۰۰                 |
| قنات له دراز               | بخش مرکزی شهرستان اقلید | احمدآباد         | ۱۰۰۰           | ۱۸             | ۱۷           | ۱۷                  | ۶۰                  |
| قنات مبارکه                | بخش مرکزی شهرستان اقلید | اقلید            | ۴۰۰            | ۳۰             | ۲۵           | ۲۵                  | ۲۰۰                 |
| قنات محمدشاهی              | بخش سده شهرستان اقلید   | پهلوانی          | ۴۰۰            | ۲۰             | ۶            | ۲۵                  | ۱۰۰                 |
| قنات محکی                  | بخش مرکزی شهرستان اقلید | دردانه           | ۳۰۰            | ۴              | ۱۳           | ۲۵                  | ۲۰۰                 |
| قنات مزرعه ملا             | بخش مرکزی شهرستان اقلید | اقلید            | ۱۵۰۰           | ۳۰             | ۲۰           | ۴۰                  | ۵۰                  |
| قنات ملاحسینی              | بخش سده شهرستان اقلید   | قطاراقاج         | ۴۰             | ۶              | ۸            | ۱۰                  | ۲۰                  |
| قنات نصرآباد               | بخش مرکزی شهرستان اقلید | نصرآباد          | ۲۰۰۰           | ۳۱             | ۱۶           | ۱۳                  | ۱۵۰                 |
| قنات نظام‌آباد              | بخش مرکزی شهرستان اقلید | نظام‌آباد         | ۱۵۰            | ۱۰             | ۲۰           | ۱۵۰                 | ۵۰۰                 |
| قنات نو                    | بخش مرکزی شهرستان اقلید | خنجشت            | ۴۰۰            | ۳۰             | ۳۰           | ۵۰                  | ۱۵۰۰                |
| قنات وسط                   | بخش مرکزی شهرستان اقلید | فتح‌آباد          | ۳۰۰            | ۳              | ۴            | ۷                   | ۱۵۰                 |
| قنات وسط                   | بخش مرکزی شهرستان اقلید | حیاتی            | ۲۰۰            | ۸              | ۱۰           | ۰                   | ۲۰۰                 |
| قنات وسطی - عباس‌آباد       | بخش مرکزی شهرستان اقلید | فتح‌آباد          | ۳۰۰            | ۳              | ۴            | ۶                   | ۱۵۰                 |
| قنات پاسلکی                | بخش سده شهرستان اقلید   | باصری            | ۷۵             | ۴              | ۷            | ۵                   | ۲۰                  |
| قنات پوزه سنگی             | بخش مرکزی شهرستان اقلید | خسرو شیرین       | ۴۰۰            | ۱۶             | ۱۵           | ۲۰                  | ۱۲                  |
| قنات چرناب کوچک            | بخش مرکزی شهرستان اقلید | خسرو شیرین       | ۴۵۰            | ۳۰             | ۷            | ۳۰                  | ۵۰                  |
| قنات چشمه دزان             | بخش مرکزی شهرستان اقلید | انگکبان          | ۱۰۰۰           | ۱۵             | ۱۰           | ۲۵                  | ۲۵۰                 |
| قنات چمن                   | بخش مرکزی شهرستان اقلید | فتح‌آباد          | ۸۰۰            | ۴۰             | ۸            | ۸                   | ۱۵۰                 |
| قنات چمنی                  | بخش مرکزی شهرستان اقلید | دردانه           | ۵۰             | ۲              | ۸            | ۱۳                  | ۱۰۰                 |
| قنات چنار                  | بخش مرکزی شهرستان اقلید | اقلید            | ۵۰۰            | ۲۰             | ۵۰           | ۲۵                  | ۸۰                  |
| قنات چهل شهیدان            | بخش سده شهرستان اقلید   | چرکس             | ۱۵۰            | ۷              | ۱۲           | ۲۰۰                 | ۴۰۰                 |
| قنات کتارزو                | بخش مرکزی شهرستان اقلید | اقلید            | ۱۳۰۰           | ۵۵             | ۲۰           | ۲۰                  | ۱۲                  |
| قنات کتوک                  | بخش مرکزی شهرستان اقلید | اقلید            | ۹۰             | ۱۲             | ۱۰           | ۱۰                  | ۶                   |
| قنات کج                    | بخش مرکزی شهرستان اقلید | تخت چمن          | ۵۵۰            | ۱۰             | ۱۵           | ۱۷                  | ۵۰                  |
| قنات کوچک                  | بخش مرکزی شهرستان اقلید | امیرآباد خسرو    | ۱۲۰۰           | ۱۲۰            | ۴۰           | ۴۵                  | ۴۸۰                 |
| قنات گذردره                | بخش مرکزی شهرستان اقلید | خسرو شیرین       | ۷۰۰            | ۳              | ۲۰           | ۴۰                  | ۳۰                  |
| قنات گله خواب              | بخش سده شهرستان اقلید   | سده              | ۱۲۰            | ۷              | ۱۰           | ۱۵                  | ۵۰                  |
| قنات گیلو                  | بخش مرکزی شهرستان اقلید | اقلید            | ۲۰۰۰           | ۵۰             | ۳۰           | ۲۵                  | ۶۰                  |
| قنات یعقوبی                | بخش مرکزی شهرستان اقلید | خسرو شیرین       | ۸۰۰            | ۲۵             | ۱۵           | ۳۰                  | ۲۷                  |
| قناتلک نو                  | بخش مرکزی شهرستان اقلید | اقلید            | ۱۰۰            | ۵۰             | ۳۰           | ۳۰                  | ۲۴                  |
| قناتمورپهن                 | بخش سده شهرستان اقلید   | مورپهن           | ۷۰             | ۴              | ۷            | ۱۰                  | ۱۵                  |
| پشت ده                     | بخش مرکزی شهرستان اقلید | دروانه           | ۲۰۰            | ۳              | ۹            | ۸                   | ۱۰۰                 |
| پیرکناره                   | بخش سده شهرستان اقلید   | رئیسان           | ۹۰             | ۶              | ۱۰           | ۱۵                  | ۵۰                  |